# تاکامی آکای
تاکامی آکای (انگلیسی: Takami Akai; ۲۱ نوامبر ۱۹۶۱ –) تصویرگر، سازنده بازی ویدیویی، طراح شخصیت و انیماتور اهل ژاپن بود.